# 사슴벌레붙이과
사슴벌레붙이과(학명: Passalidae)는 딱정벌레목의 한 과로, 영어로는 "bessbugs", "bess beetles", "betsy beetles" 또는 "horned passalus beetles"이라고 한다. 500종 이상이 알려져 있으며, 거의 모든 종은 열대 지역에 서식한다.
몸체는 길쭉한 원통형이고 전체적으로 검은색이다. 복부 표면은 대개 노란색 강모로 덮여 있다. 머리는 가슴보다 좁으며 더듬이는 10마디와 곤봉형 3마디로 구성되어 있다. 딱지날개는 길쭉하고 측면이 평행하며 줄무늬가 발달하였다.
이들은 썩어가는 통나무나 그루터기 안에 무리를 지어 사는 아사회성(공동육아) 곤충이다. 사슴벌레붙이는 암컷이 썩은 나무 속에 알을 낳고 굴을 파 여러 터널을 만든다. 성충은 먹이를 준비하고 애벌레가 번데기방(용실)을 만드는 것을 도와줌으로써 새끼를 돌본다. 성충과 유충 모두 일정 기간 동안 미생물에 의해 추가로 소화된 성체 배설물을 섭취하며, 이는 나무를 파먹고 사는 흰개미나 갑옷바퀴와 유사하다.
또한 사슴벌레붙이류는 14개의 음향 신호를 만들어낼 수 있는데, 이는 대부분의 척추동물보다 많은 것이다. 성충은 복부 윗면을 뒷날개에 문질러 소리를 내며, 유충은 두 번째 다리 기절의 줄무늬 부분에 세 번째 다리를 문질러 소리를 낸다.
이 과에 대한 가장 오래된 기록은 백악기로 거슬러 올라가는데, 세노마늄절의 버마 호박에서 발견된 두 종의 Ceracyclus 속이 알려져 있다. 이 속은 현생 속인 Cylindrocaulus와 밀접한 관련이 있는 것으로 보인다. 이 가족은 멸종된 Passalopalpidae과와 긴밀한 관계를 갖고 있는 것으로 제안되었다.
한국에는 고유종인 사슴벌레붙이 한 종만이 알려져 있다.

## 같이 보기
- 사슴벌레과

1. ↑  “Generic Guide to New World Scarab Beetles-Scarabaeoidea-Passalidae Overview”. 《www.museum.unl.edu》. 2018년 9월 30일에 원본 문서에서 보존된 문서. 2017년 1월 22일에 확인함.
2. ↑  Boucher, Stéphane Verfasser (2017). 《Ceracyclini, tribe nov. of Passalidae Aulacocyclinae for Cylindrocaulus Fairmaire and Ceracyclus, gen. nov., with two new species from the Cenomanian Burmese amber (Coleoptera, Scarabaeoidea)》. Les Cahiers Magellanes. ISBN 978-2-35387-135-3. OCLC 1098209160.
3. ↑  Boucher, Stéphane; Bai, Ming; Wang, Bo; Zhang, Weiwei; Yang, Xingke (September 2016). “†Passalopalpidae, a new family from the Cretaceous Burmese amber, as the possible sister group of Passalidae Leach (Coleoptera: Scarabaeoidea)”. 《Cretaceous Research》 (영어) 64: 67–78. doi:10.1016/j.cretres.2016.03.017.